# Axerafe Cançu Algauri
Axerafe Cançu Algauri (em árabe: الأشرف قانصوه الغوري; romaniz.: Al-Axraf Qansuh al-Ghawri; em turco: Kansu Gavri, Gansu Gavri ou El-Eşref Kansu el-Gavri) foi o último dos sultões mamelucos. Um dos últimos integrantes da dinastia Burji, reinou de 1501 a 1516. Alguns dias após o desaparecimento do sultão Qaitbay, coube a ele a escolha dos emires e mamelucos. Havia servido, na condição de escravo circassiano, o sultão Qaitbay; tinha mais de quarenta anos de idade quando foi elevado à independência como "emir ("comandante") de dez" e, posteriormente, após ser rapidamente promovido ao comando das cidades de Tarso, Alepo e Melitene, tornando-se "emir de mil", camareiro da corte e grão-vizir. Inicialmente declinou do trono, porém ao ser pressionado pelos outros emires, a quem havia jurado servir fielmente, consentiu; tinha então 60 anos de idade, porém ainda firme e com vigor, logo mostrou-lhes que não poderia ser removido do poder por qualquer um deles.